# Sophie Thornhill
Sophie Thornhill (Stockport, 9 februari 1996) is een wielrenner uit het Verenigd Koninkrijk.
In 2014 nam Thornhill deel aan de Gemenebestspelen, en in 2018 weer. Beide malen behaalde ze met Helen Scott als piloot de gouden medailles op de onderdelen Sprint tandem B en 1 kilometer tijdrit tandem B.
Op de Paralympische Spelen in Rio de Janeiro haalt Thornhill een gouden medaille op het onderdeel tijdrit, 1 km en brons op de achtervolging.
Op de Wereldkampioenschappen baanwielrennen para-cycling 2019 behaalt Thornton goud op de sprint en de tijdrit, 1 km.
Het jaar daarop, op de Wereldkampioenschappen baanwielrennen para-cycling 2020, weet ze beide medailles te prolongeren.
In 2020 geeft Thornhill aan dat ze stopt met paralympische topsport, en zich gaat richten op een maatschappelijke carriere, zodat ze haar gouden medaille uit Rio de Janairo in 2016 niet zal verdedigen. Oorspronkelijk was het plan om te stoppen na de Paralympische Zomerspelen van 2020, maar die werden vanwege de Corona-pandemie uitgesteld.